# Daniel Le Meur
Pour les articles homonymes, voir Le Meur.
Daniel Le Meur, né le 25 juillet 1939 à Provins (Seine-et-Marne), est un homme politique français, membre du Parti communiste français. Il est député de l'Aisne et maire de Saint-Quentin.

## Biographie
Daniel Le Meur travaille comme ouvrier métallurgiste chez Motobécane, où il est délégué CGT en 1965.
Il adhère au Parti communiste en 1956 et fait partie du bureau de la fédération de l’Aisne. Il est membre suppléant du comité central en février 1976 (XXIIe congrès).
Il est député communiste de l’Aisne de 1973 à 1993 et maire de Saint-Quentin de 1977 à 1983 puis de 1989 à 1995.

## Parcours politique

### Résultats électoraux
| Candidat           | Candidat               | Parti                     | Premier tour | Premier tour | Second tour | Second tour |  |
| Candidat           | Candidat               | Parti                     | Voix         | %            | Voix        | %           |  |
| ------------------ | ---------------------- | ------------------------- | ------------ | ------------ | ----------- | ----------- |  |
|                    | Daniel Le Meur élu     | PCF                       | 18 710       | 31,22        | 31 287      | 52,09       |  |
|                    | Edmond Bricout sortant | UDR (URP)                 | 12 957       | 21,62        | 28 773      | 47,91       |  |
|                    | Charles Margueritte    | PS (UGSD)                 | 10 526       | 17,56        | Retrait     | Retrait     |  |
|                    | Guy Blériot            | Divers droite (Gaulliste) | 8 354        | 13,94        | Retrait     | Retrait     |  |
|                    | Bernard Valentin       | MR                        | 4 910        | 8,19         |             |             |  |
|                    | Henri Michel           | Divers droite (MRSD)      | 1 678        | 2,80         |             |             |  |
|                    | Jacqueline Labrosse    | PSU                       | 1 640        | 2,74         |             |             |  |
|                    | Gérard Parizano        | Extrême droite (ARIL)     | 1 152        | 1,92         |             |             |  |
|                    |                        |                           |              |              |             |             |  |
| Inscrits           | Inscrits               | Inscrits                  | 71 922       | 100,00       | 71 826      | 100,00      |  |
| Abstentions        | Abstentions            | Abstentions               | 10 447       | 14,53        | 9 233       | 12,85       |  |
| Votants            | Votants                | Votants                   | 61 475       | 85,47        | 62 593      | 87,15       |  |
| Blancs et nuls     | Blancs et nuls         | Blancs et nuls            | 1 548        | 2,52         | 2 533       | 4,05        |  |
| Exprimés           | Exprimés               | Exprimés                  | 59 927       | 97,48        | 60 060      | 95,95       |  |
| Source : Data.gouv |                        |                           |              |              |             |             |  |

| Candidat              | Candidat                     | Parti          | Premier tour | Premier tour | Second tour | Second tour |  |
| Candidat              | Candidat                     | Parti          | Voix         | %            | Voix        | %           |  |
| --------------------- | ---------------------------- | -------------- | ------------ | ------------ | ----------- | ----------- |  |
|                       | Daniel Le Meur sortant réélu | PCF            | 20 007       | 31,71        | 36 101      | 55,74       |  |
|                       | Bernard Lebrun               | PS             | 19 677       | 31,19        | Retrait     | Retrait     |  |
|                       | Lucien Bochard               | UDF (CDS)      | 12 345       | 19,57        | 28 666      | 44,26       |  |
|                       | Vincent Savelli              | RPR            | 9 629        | 15,26        |             |             |  |
|                       | Daniel Caron                 | FN             | 1 404        | 2,23         |             |             |  |
|                       |                              |                |              |              |             |             |  |
| Inscrits              | Inscrits                     | Inscrits       | 85 404       | 100,00       | 85 382      | 100,00      |  |
| Abstentions           | Abstentions                  | Abstentions    | 21 419       | 25,08        | 17 611      | 20,63       |  |
| Votants               | Votants                      | Votants        | 63 985       | 74,92        | 67 771      | 79,37       |  |
| Blancs et nuls        | Blancs et nuls               | Blancs et nuls | 923          | 1,44         | 3 004       | 4,43        |  |
| Exprimés              | Exprimés                     | Exprimés       | 63 062       | 98,56        | 64 767      | 95,57       |  |
| Source : Data.gouv.fr |                              |                |              |              |             |             |  |

| Candidat       | Candidat                     | Parti          | Premier tour | Premier tour | Second tour | Second tour |  |
| Candidat       | Candidat                     | Parti          | Voix         | %            | Voix        | %           |  |
| -------------- | ---------------------------- | -------------- | ------------ | ------------ | ----------- | ----------- |  |
|                | Daniel Le Meur sortant réélu | PCF            | 15 570       | 31,45        | 30 431      | 58,76       |  |
|                | Pierre Guidoni               | PS             | 13 658       | 27,59        | Retrait     | Retrait     |  |
|                | Antoine Pagni                | UDF (PR) (URC) | 11 496       | 23,22        | 21 362      | 41,24       |  |
|                | François Picquet             | FN             | 4 691        | 9,48         |             |             |  |
|                | Christian Choain             | Divers droite  | 4 085        | 8,25         |             |             |  |
|                |                              |                |              |              |             |             |  |
| Inscrits       | Inscrits                     | Inscrits       | 73 768       | 100,00       | 73 759      | 100,00      |  |
| Abstentions    | Abstentions                  | Abstentions    | 23 139       | 31,37        | 19 567      | 26,53       |  |
| Votants        | Votants                      | Votants        | 50 629       | 68,63        | 54 192      | 73,47       |  |
| Blancs et nuls | Blancs et nuls               | Blancs et nuls | 1 129        | 2,23         | 2 399       | 4,43        |  |
| Exprimés       | Exprimés                     | Exprimés       | 49 500       | 97,77        | 51 793      | 95,57       |  |

| Candidat       | Candidat               | Parti          | Premier tour | Premier tour | Second tour | Second tour |  |
| Candidat       | Candidat               | Parti          | Voix         | %            | Voix        | %           |  |
| -------------- | ---------------------- | -------------- | ------------ | ------------ | ----------- | ----------- |  |
|                | Charles Baur élu       | UDF (PSD)      | 18 133       | 36,58        | 29 053      | 55,42       |  |
|                | Daniel Le Meur sortant | PCF            | 10 441       | 21,06        | 23 373      | 44,58       |  |
|                | François Picquet       | FN             | 5 788        | 11,68        |             |             |  |
|                | Yves Mennesson         | PS (ADFP)      | 4 281        | 8,64         |             |             |  |
|                | Jean Robert Boutreux   | GÉ (EÉ)        | 2 510        | 5,06         |             |             |  |
|                | Corinne Lemire         | LT-LNÉ         | 2 239        | 4,52         |             |             |  |
|                | Denis Lefèvre          | MRG            | 1 585        | 3,20         |             |             |  |
|                | Yves Journel           | Divers droite  | 1 106        | 2,23         |             |             |  |
|                | Daniel Huriez          | PT             | 1 089        | 2,20         |             |             |  |
|                | Raymond Ducamp         | Divers droite  | 876          | 1,77         |             |             |  |
|                | Didier Hernoux         | LO             | 807          | 1,63         |             |             |  |
|                | René Huel              | UDI            | 713          | 1,44         |             |             |  |
|                |                        |                |              |              |             |             |  |
| Inscrits       | Inscrits               | Inscrits       | 74 526       | 100,00       | 74 522      | 100,00      |  |
| Abstentions    | Abstentions            | Abstentions    | 21 966       | 29,47        | 18 159      | 24,37       |  |
| Votants        | Votants                | Votants        | 52 560       | 70,53        | 56 363      | 75,63       |  |
| Blancs et nuls | Blancs et nuls         | Blancs et nuls | 2 992        | 5,69         | 3 937       | 6,99        |  |
| Exprimés       | Exprimés               | Exprimés       | 49 568       | 94,31        | 52 426      | 93,01       |  |

### Détail des mandats

#### Mandats nationaux
- 11 mars 1973 - 2 avril 1978 : Député de la 2e circonscription de l'Aisne
- 19 mars 1978 - 22 mai 1981 : Député de la 2e circonscription de l'Aisne
- 21 juin 1981 - 1er avril 1986 : Député de la 2e circonscription de l'Aisne
- 16 mars 1986 - 14 mai 1988 : Député de la 2e circonscription de l'Aisne
- 12 juin 1988 - 1er avril 1993 : Député de la 2e circonscription de l'Aisne

#### Mandats locaux
- élu maire de Saint-Quentin en 1977 et en 1989.